# Naughty Girl
Naughty Girl ist ein R&B-Song der US-amerikanischen Sängerin Beyoncé Knowles aus ihrem Debüt-Soloalbum Dangerously in Love aus dem Jahr 2003. Das Stück wurde im März 2004 als vierte und letzte Single des Albums veröffentlicht. Es erreichte Platz 3 der US-amerikanischen Billboard Hot 100. Im Musikvideo tanzt Beyoncé mit Usher.
Das Lied verwendet den Refrain von Donna Summers Hit Love to Love You Baby aus dem Jahr 1975 und Einflüsse aus der Arabischen Musik.

## Kommerzieller Erfolg

### Chartplatzierungen
| ChartsChartplatzierungen       | Höchstplatzierung | Wochen |
| ------------------------------ | ----------------- | ------ |
| Deutschland (GfK)              | 16 (10 Wo.)       | 10     |
| Österreich (Ö3)                | 29 (11 Wo.)       | 11     |
| Schweiz (IFPI)                 | 18 (17 Wo.)       | 17     |
| Vereinigte Staaten (Billboard) | 3 (22 Wo.)        | 22     |
| Vereinigtes Königreich (OCC)   | 10 (8 Wo.)        | 8      |

| ChartsJahrescharts (2004)      | Platzierung |
| ------------------------------ | ----------- |
| Vereinigte Staaten (Billboard) | 18          |

### Auszeichnungen für Musikverkäufe
| Land/Region                  | Auszeichnungen für Musikverkäufe (Land/Region, Auszeichnung, Verkäufe) | Verkäufe  |
| ---------------------------- | ---------------------------------------------------------------------- | --------- |
| Australien (ARIA)            | 3× Platin                                                              | 210.000   |
| Brasilien (PMB)              | Gold                                                                   | 30.000    |
| Kanada (MC)                  | Platin                                                                 | 80.000    |
| Neuseeland (RMNZ)            | Platin                                                                 | 30.000    |
| Vereinigte Staaten (RIAA)    | 2× Platin                                                              | 2.000.000 |
| Vereinigtes Königreich (BPI) | Gold                                                                   | 400.000   |
| Insgesamt                    | 2× Gold · 7× Platin ·                                                  | 2.750.000 |

Hauptartikel: Beyoncé/Auszeichnungen für Musikverkäufe